# Beloniscus thienemanni
Beloniscus thienemanni is een hooiwagen uit de familie Beloniscidae. De wetenschappelijke naam van Beloniscus thienemanni gaat terug op Roewer.